# Tom Clancy’s H.A.W.X.
A Tom Clancy’s H.A.W.X. ("High Altitude Warfare eXperimental squadron") egy légihadviselést szimuláló arcade videójáték, amit a Ubisoft Romania adott ki Windows-ra, Xbox 360-ra és PlayStation 3-ra. A kiadás dátuma : 2009. március 6.

## Repülőgépek
A játék listája alapján:
- A–10A Thunderbolt II
- A–6 Intruder
- AV–8B Harrier II
- EA–6B Prowler
- EF–111A Raven
- Eurofighter Typhoon
- F–117 Nighthawk
- F–14A Tomcat
- F–14B Bobcat
- F–14D Super Tomcat
- F–15 Active (Kacsaszárnyú)
- F–15C Eagle
- F–15E Strike Eagle
- F–16A Fighting Falcon
- F–16C Fighting Falcon
- F–20 Tigershark
- F–22 Raptor
- F–4G Advanced Wild Weasel
- F–5A Freedom Fighter
- F–5E Tiger II
- F–35 JSF
- F/A–18 RC
- FA–18C Hornet
- FA–18E Super Hornet
- SEPECAT Jaguar
- JAS 39 Gripen
- Mirage 2000 C
- Mirage 2000 5
- Mirage 5
- Mirage III
- Mirage IV P
- MiG–21
- MiG–25
- MiG–29
- MiG–33
- Rafale C
- Szu–25
- Szu–32
- Szu–35
- Szu–37
- Szu–47 Berkut
- XA–20 Razorback
- X–29
- YF–17 Cobra
- YF–23 Black Widow II

A DLC kiegészítő csomagban(nem teljes):
- F–4 Phantom II
- F–111 Aardvark
- A–12 Avenger